# Bóbr I
Bóbr I – polski herb szlachecki.

## Opis herbu
Na tarczy dwudzielnej w słup, obramowanej srebrem, obitej złotymi gwoździami, w polu I błękitnym na gałęzi pnia bóbr w lewo, w II czerwonym nad krzakiem kwitnącej melisy ośmioramienna gwiazda złota. W klejnocie trzy pióra strusie.

## Historia herbu
Nadany w 1839 roku Antoniemu Bobrowskiemu przez Mikołaja I

## Herbowni
Bobrowski